# William Plas
Pour les articles homonymes, voir Plas.
 (juillet 2017).
Si vous disposez d'ouvrages ou d'articles de référence ou si vous connaissez des sites web de qualité traitant du thème abordé ici, merci de compléter l'article en donnant les références utiles à sa vérifiabilité et en les liant à la section « Notes et références ».
Willy Plas est un ancien pilote  de rallyes belge né le 2 avril 1946, vainqueur du Championnat de Belgique des rallyes toutes catégories en 1974 (sur Renault 12 Gordini), du championnat Groupe 2 en 1977, et du championnat national en 1980 (sur Fiat Ritmo).

## Biographie
Willy Plas participe à quelque 350 compétitions durant la période de 1965 à 1984. Il a conduit des véhicules de diverses marques, à savoir des Mitsubishi, Opel, Fiat et autres Renault.
Parmi ces courses, il remporte en 1975, le Rallye du Condroz-Huy.
À partir de 1985, il devint directeur d'écurie, pour RAS Sport (basée à Châtelet), et TARGET Sport (basée à Bruxelles).
En 1993, il créa sa propre société, Motorspôrt International (M.I.), destinée à la préparation complète de véhicules automobiles à des fins de compétitions. Il obtient deux ans plus tard le titre de Champion de Belgique en 1995, voiture pilotée par Bernard Munster sur Renault Clio Maxi en version kit car, et récidivant en 1999 avec Kris Princen, cette fois sur Renault Maxi Megane (toujours en version kit car), la « marque au losange » n'ayant obtenu aucun autre titre belge depuis la date de la création du championnat.
En 1997, Janusz Kulig conquit le premier de ses trois titres polonais, encore avec un véhicule Renault (Maxi Megane Kit Car) préparé par l'ensemble de l'équipe M.I.

## Carrière sportive
William Plas participe à près de 350 courses en 17 ans de compétitions avec différents constructeurs, comme Mitsubishi, Opel, Fiat et Renault.
Ses principaux titres sont :
- 1974 : Champion de Belgique de rallyes toutes catégories
- 1977 : Champion de Belgique Groupe 2
- 1980 : Champion de Belgique National

Il occupe aussi un poste de Team Manager :
- de 1984 à 1991 chez RAS Sport
- en 1992 chez TARGET Sport
- depuis 1993 chez Motorspôrt International